# Gamasiphis gandensius
Gamasiphis gandensius är en spindeldjursart som beskrevs av Daele 1975. Gamasiphis gandensius ingår i släktet Gamasiphis och familjen Ologamasidae. Inga underarter finns listade i Catalogue of Life.